# Swietłana Fieofanowa
Swietłana Jewgienjewna Fieofanowa (ros. Светлана Евгеньевна Феофанова; ur. 16 lipca 1980 w Moskwie) – rosyjska tyczkarka.
Zdobywczyni srebrnego medalu na Letnich Igrzyskach Olimpijskich 2004 w Atenach, gdzie pokonała wysokość 4,75 i strąciła 4,90, przegrywając z bijącą rekord świata na wysokości 4,91 Jeleną Isinbajewą, a wyprzedzając Polkę Annę Rogowską (4,70). Brązowa medalistka z IO w Pekinie. Była też uczestniczką igrzysk olimpijskich w Sydney oraz igrzysk olimpijskich w Londynie, ale tutejsze występy zakończyła w fazie eliminacji, nie zaliczając żadnej wysokości.
4 lipca 2004 w Iraklion na Krecie (Grecja) pokonała wysokość 4,88 m, która była przez pewien czas (przed Igrzyskami Olimpijskimi w Atenach) rekordem świata.
Swietłana 8 razy biła rekord świata w skoku o tyczce. Na Mistrzostwach Świata w Lekkiej Atletyce była druga w 2001 roku w Edmonton i pierwsza w 2003 roku w Paryżu. Wygrała mistrzostwa Europy w 2002, była pierwsza również Halowe Mistrzostwa Świata w 2003 roku, a w 2004 roku w Budapeszcie była trzecia. Przez długi czas pozostawała liderką w tej konkurencji, rywalizując głównie z Amerykanką Stacy Dragilą, jednak ich era skończyła się wraz z triumfalnym wejściem na światowe imprezy Isinbajewej.
W 2006 roku powróciła na stadiony po długiej kontuzji. Na Halowych Mistrzostwach Świata w Moskwie zajęła 3. miejsce z wynikiem 4,70. Wyprzedziły ją jedynie Jelena Isinbajewa i Anna Rogowska.
W 2007 roku zdobyła złoty medal w Halowych Mistrzostwach Europy w Birmingham oraz brązowy medal na Mistrzostwach Świata w Osace. W 2010 ponownie zdobyła złoto mistrzostw Europy oraz wygrała konkurs tyczkarek podczas pucharu interkontynentalnego.
Brązowa medalistka mistrzostw świata (2011).

## Rekordy życiowe
| Miejsce | Wynik | Miejsce  | Data           | Wynik w historii |
| ------- | ----- | -------- | -------------- | ---------------- |
| hala    | 4,85  | Peania   | 22 lutego 2004 | 10.              |
| stadion | 4,88  | Iraklion | 4 lipca 2004   | 11.              |